# Канонерские лодки типа «Flores»
Канонерские лодки типа «Flores» — тип канонерских лодок, строящихся для нидерландского королевского флота в 1920-х годах. Иногда классифицируются как шлюпы. Предназначались для службы в колониях, где должны были обеспечивать прикрытие подходов к базам и минным полям. С учетом плохой оборудованности предполагаемого театра военных действий, силовая установка спроектирована максимально простой.

## История службы
К началу Второй мировой войны в Европе оба корабля находились в Голландской Ост-Индии, но "Flores" в конце 1939 г. была отозвана в метрополию. В мае 1940 г. ушла в Англию. Была модернизирована на верфи в Чатеме в конце августа, начале сентября 1941 - усилено зенитное вооружение 1 40-мм/40, 2 12,7-мм и 2x4 7,7-мм пулемета. Позднее дополнительно установлены 4x1 20-мм/70 автомата "Oerlikon", а 75-мм зенитка заменена на 1x2 40-мм/56 автомат "Bofors". На "Soemba" в 1942 — 1944 гг. установлено 6x1 20-мм/70 автоматов "Oerlikon".
В 1943 — 1945 гг. оба корабля действовали на Средиземном море и в Атлантике. В 1944 г. стволы 150-мм орудий из-за расстрела заменены снятыми с КРЛ "Sumatra".
"Flores" исключена из боевого состава в 1955 г., переоборудована в плавказарму. Исключена 28.8.1968, слом 12.11.1968. 
"Soemba" в 1945 г. разоружена и переоборудована в учебный корабль подготовки операторов РЛС. Исключена 1.1.1956. Переоборудована в несамоходную станцию тренировки водолазов. Продана на слом 12.6.1985.

## Представители проекта
| Название                           | Закладка   | Спуск на воду | Вступление в строй | Судьба                     |
| ---------------------------------- | ---------- | ------------- | ------------------ | -------------------------- |
| «Flores» (1960-1965 — «Van Speyk») | 13.1.1925  | 15.8.1925     | 25.3.1926          | Продана на слом 12.11.1968 |
| «Soemba»                           | 24.12.1924 | 24.8.1925     | 12.4.1926          | Продана на слом 12.06.1985 |